# 給我一雙翅膀
《給我一雙翅膀》（日语：／ Tsubasa o kudasai），又稱《請給我翅膀》，是由山上路夫作詞井村邦彥作曲的自1970年代开始在日本广泛传唱的歌曲。

## 概要
乡村音乐团体赤い鳥（红鸟）于1971年2月5日发表的『竹田搖籃曲/翼をください』的B面曲。原是为1970年三重縣志摩市举办的职业作曲家大赛「（合欢流行音乐界'70）」而创作的，红鸟的成员在录音前2小时提交了词曲。1973年9月やまがたすみこ将其翻唱并收录在中，以其清澈舒展的嗓音而使喜欢这首歌的人增加了。之后，教科书出版社下属教育艺术科的橋本祥路将此曲收录至教科书中，从此作为合唱曲目有名起来，1970年代后半开始学校教育多采用此曲。因而成为了脍炙人口的曲目。
1991年1月23日发售的川村かおり的翻唱，成为了约28万份的大卖品。1997年11月12日，原赤い鳥成员的山本潤子也发行了单曲集（TBS电视剧『花王 爱之剧场 想化作风（花王 愛の劇場 風になりたい）』的主题歌）。因为山本原为赤い鳥的主唱，事实上她是翻唱了自己的曲子。
1998年世界盃足球賽预选赛时成为了日本國家足球隊的声援歌曲被广泛传唱。长野1998年冬季奥林匹克运动会时山本潤子也曾献唱。
該曲有時也记为『翼を下さい』。严格来说，用表示时指的是红鸟后来制作发行的英文版单曲（英文曲名I WOULD GIVE YOU ANYTHING）。

## 版本区别
歌曲第二段歌词一般是以“今富とか〜”开始。红鸟作为单曲发行的时候把这一部分歌词省略掉，直接以“子供の時〜”开始。
在电视节目中演奏的时候，第一段的“今私の〜”和第二段的“今富とか〜”相交换的版本，以及第一段的“この背中に〜”和第二段的“子供の時〜”都省略了的版本也有过。
前述的英语版《I WOULD GIVE YOU ANYTHING》（英文译名：Gayle Caldwell）中第一第二段都只有一次A部分（日语版有1-2次，后来山本潤子的英语版与日语翻唱版相同，此时为了与日语版旋律相同，A部分演唱2次）。
英语版的其他版本，如カノン翻译并演唱的《Wings to Fly》等也有许多。
下述的翻唱艺人中也有将第二段“今富とか〜”省略演唱的。

## 翻唱
やまがたすみこ、川村かおり等多名艺人都曾翻唱本曲。
- 市井紗耶香 with 中澤裕子 - 专辑『FOLK SONGS』
- 小田和正
- カノン（歌手）
- 杰森·库查克
- カバーソング·ドールズ - 2007年、专辑『Cover Song Dolls』
- 紙ふうせん（原赤い鳥）
- Campanella Vo.霜月はるか
- Skoop On Somebody - 『a tomorrowsong』第三首收录。
- ゼリ→
- 宗次郎 - 『日本のうた こころのうた 第五集』*Duke Aces
- ダ・カーポ
- 徳永英明
- 林原惠 - 『福音戰士新劇場版：破OriginalSoundTrack』收录
- 平原綾香
- 福田沙紀
- Veil ∞ Lia & Aoi
- 茉奈 佳奈 - 『ふたりうた2』收录
- ムック
- 村上“ポンタ”秀一 feat. ゆず - 『MY PLEASURE～FEATURING GREATEST MUSICIANS～』收录
- やまがたすみこ - 『やまがたすみこFolk Album 第一集』收录
- 由紀さおり・安田祥子
- 渡辺美里
- KAT
- スーザン・オズボーン - 专辑『和楽』与『郷愁』。歌词翻译者为J.K.Buda。
- 蘇珊·波伊爾 - 英文版。使用的是カノン翻译的歌词。 歌名为《Wings To Fly》
- 海莉·薇思特拉　英文歌词为自己所翻译。 歌名为《Bless me with Wings》
- ベッキー・クルーエル
- 樱高轻音部（放課後ティータイム）-アニメ「K-ON！輕音部」第1季第1话插入曲、单曲集『輕飄飄時間』収録
- 佐咲紗花 - 電視動畫「日常」第14話ED
- YUI - 日本電視台音樂節目《MUSIC LOVERS（日语：Music Lovers）》收录
- 岩佐美咲「無人駅」收录(演歌版)
- 川澄绫子 - 《大神与七位伙伴》鹤谷通角色歌
- BABYMETAL - 《LIVE 〜LEGEND I、D、Z APOCALYPSE〜》收錄[3]
- 豐口惠 - 《槍彈辯駁3 －The_End_of_希望峰學園－ 絕望篇》第七话插入曲

等

## 电视剧
播出过同名电视剧《翼をください!》